# 標準汽車公司

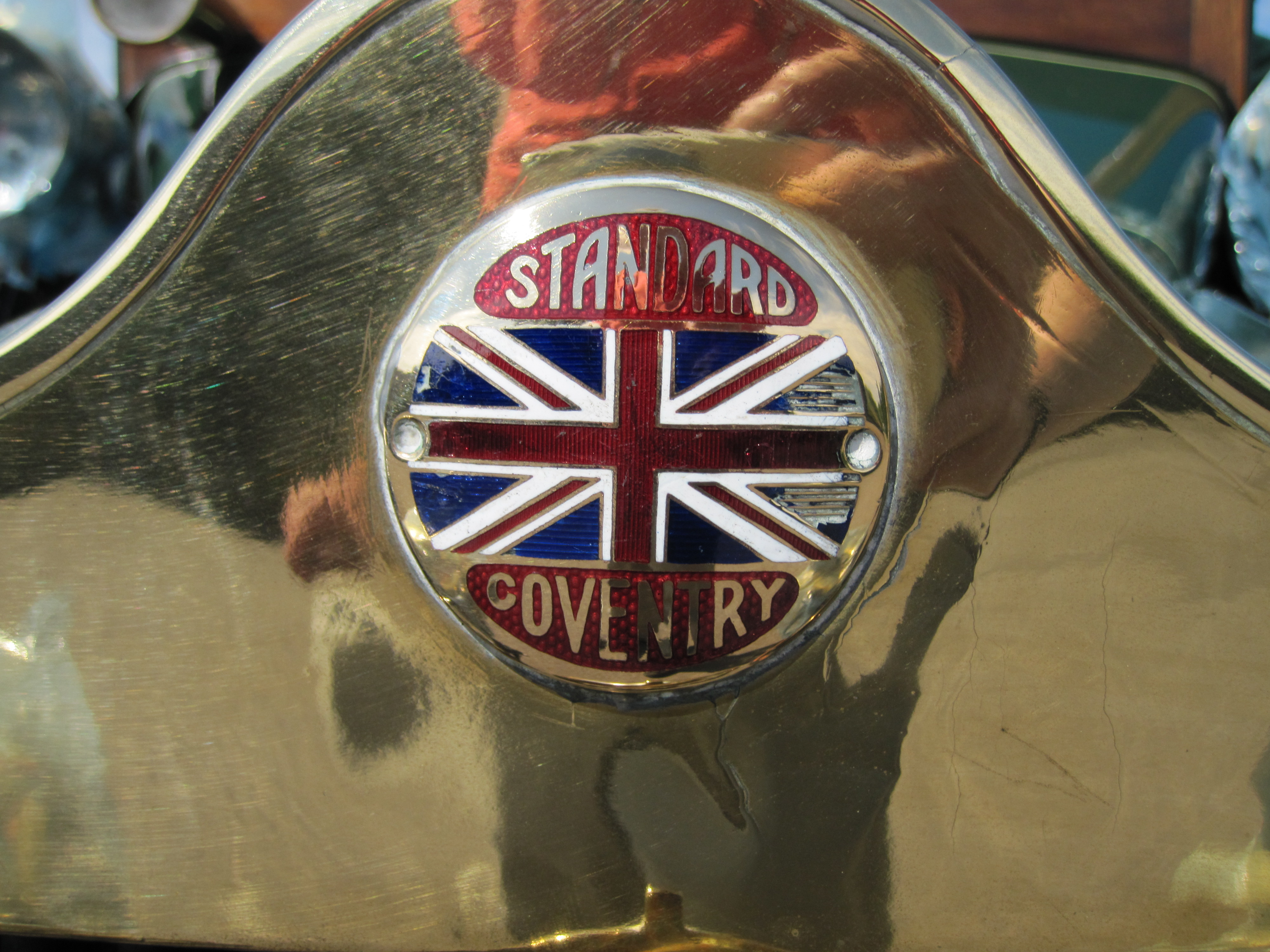
標準汽車公司商標

標準汽車公司（The Standard Motor Company Limited）是英國的一家已不存在的汽車公司，由Reginald Walter Maudslay在1904年創立於英格蘭考文垂。在第二次世界大戰初期，標準汽車公司的年產量大約是5萬台。1945年，該公司收購了凱旋汽車公司。1959年，標準汽車公司改名為標準-凱旋汽車公司。標準汽車這一商標最後在英國使用是在1963年，在印度使用是在1988年。 

## 外部連結
- Standard Motor Club （页面存档备份，存于）
- Standard Flying V-Eight （页面存档备份，存于）
- Hari's Motor World—Indian cars
- . 英国国家档案馆.
- Catalogue of the Standard archives[永久], held at the Modern Records Centre, University of Warwick

Template:British Leyland